# Raión de Asipovichy
Asipovichy (en bielorruso: Асіповіцкі раён) es un raión o distrito de Bielorrusia, en la provincia o voblast de Maguilov.

## Demografía
| Gráfica de evolución demográfica de Raión de Asipovichy entre 1959 y 2018 |
|                                                                           |
| Fuente                                                                    |

## Subdivisiones
Comprende la ciudad subdistrital de Asipóvichy, los selos de Tatarka y Yalízava y los selsoviets:
- Viazie
- Gradzianka
- Daragánova
- Drychyn
- Lapichy
- Joly
- Zábalatse
- Svíslach
- Tatarka
- Yalízava
- Yasen